# Montagnes russes lancées

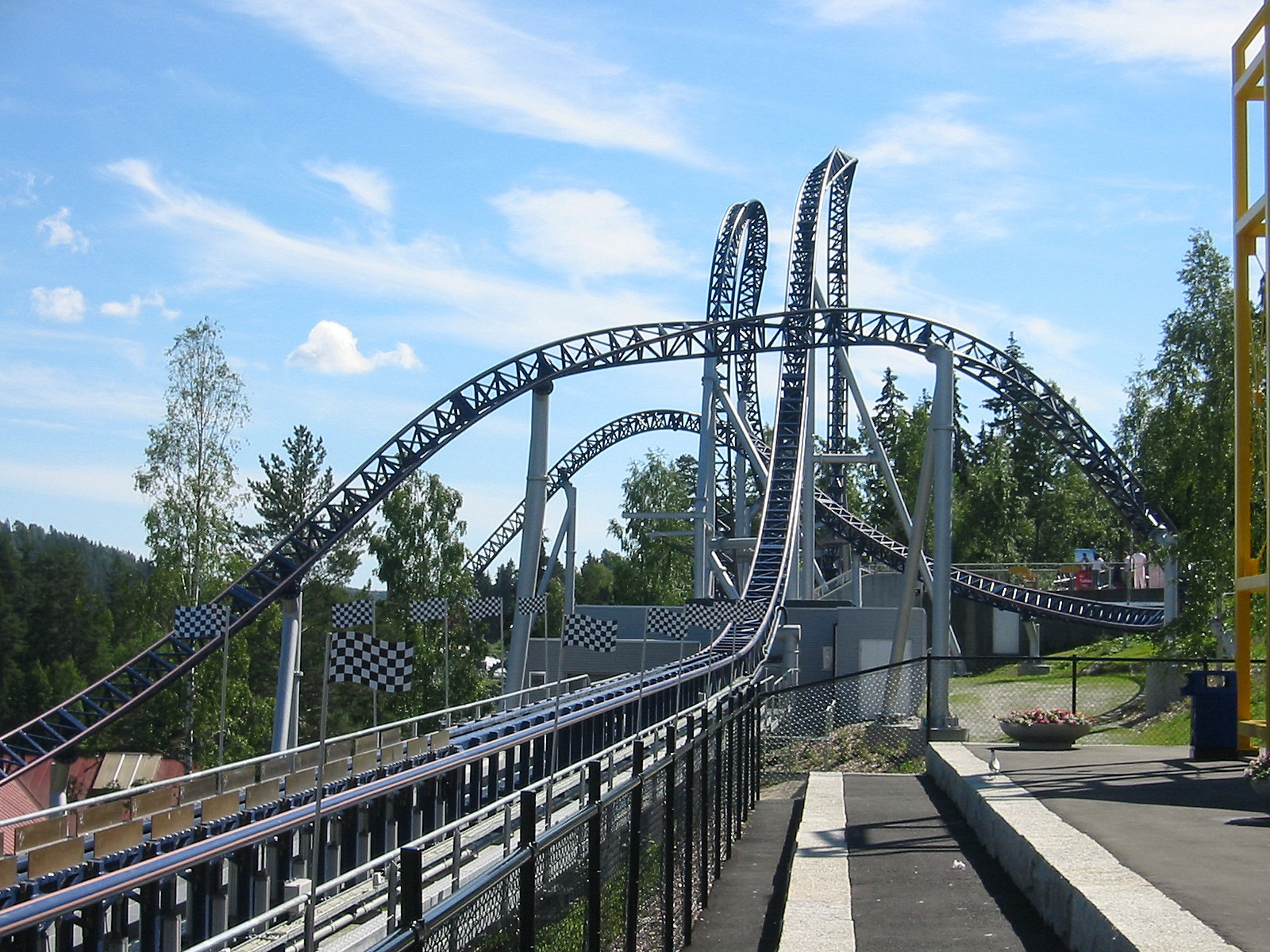
Speed Monster à Tusenfryd.

Les montagnes russes lancées (en anglais : launched coaster) sont un type de montagnes russes qui ont la particularité de projeter leur trains à la place des traditionnelles remontées à chaînes. Les mécanismes de ce type de montagnes russes restent multiples (LSM, catapultage, LIM, hydraulique, pneumatique, etc.).

## Électromagnétique

### LIM/LSM

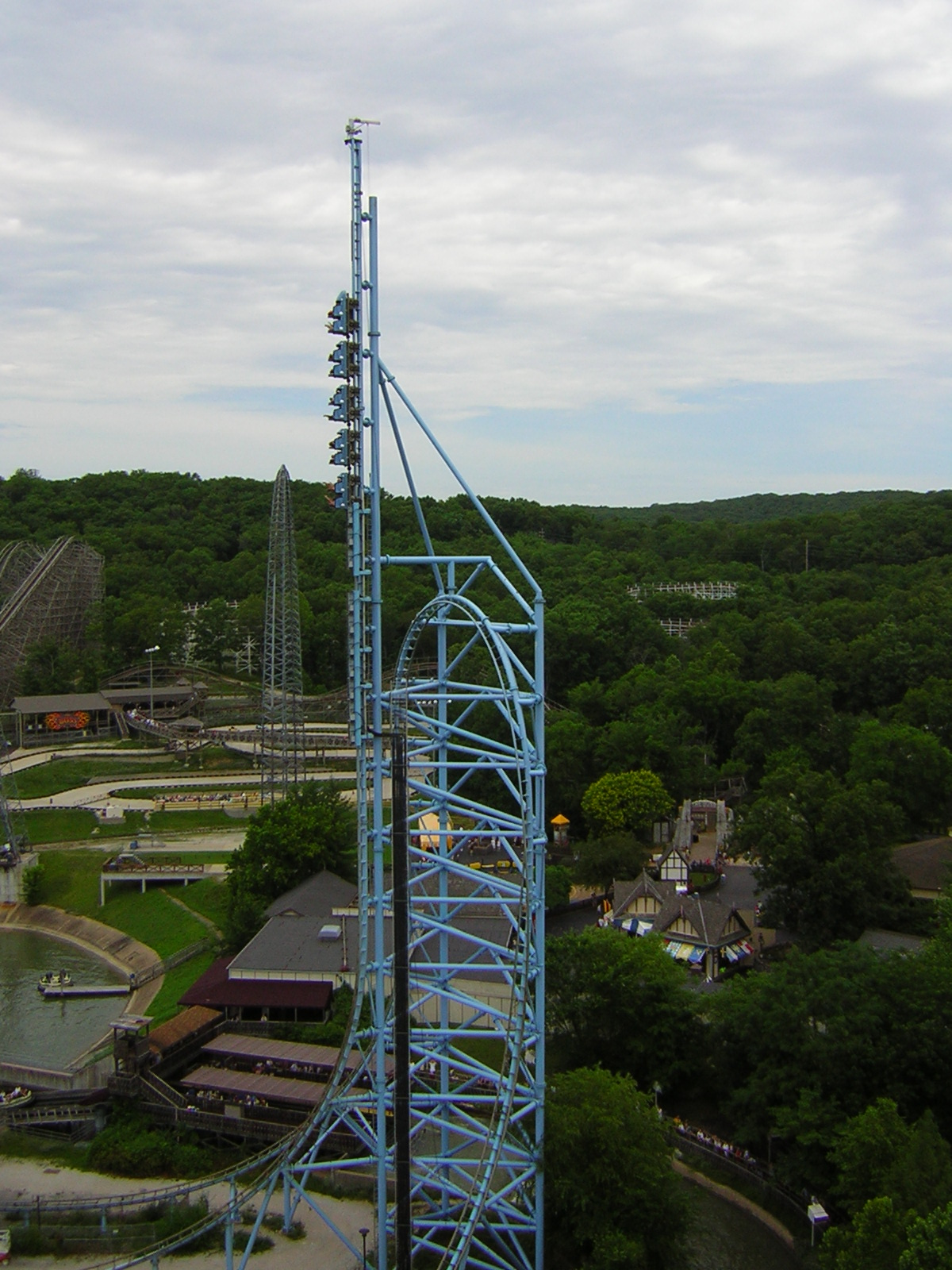
. Freeze à Six Flags St. Louis.

Les techniques "Linear Induction Motors" (LIM) et "Linear Synchronous Motors" (LSM), utilisent la technique électromagnétique. Six constructeurs de montagnes russes utilisent aujourd’hui ce système : Bolliger & Mabillard, Gerstlauer, Vekoma, Intamin, Premier Rides, Mack Rides et Maurer Rides.

## Pression de fluides

### Hydraulique

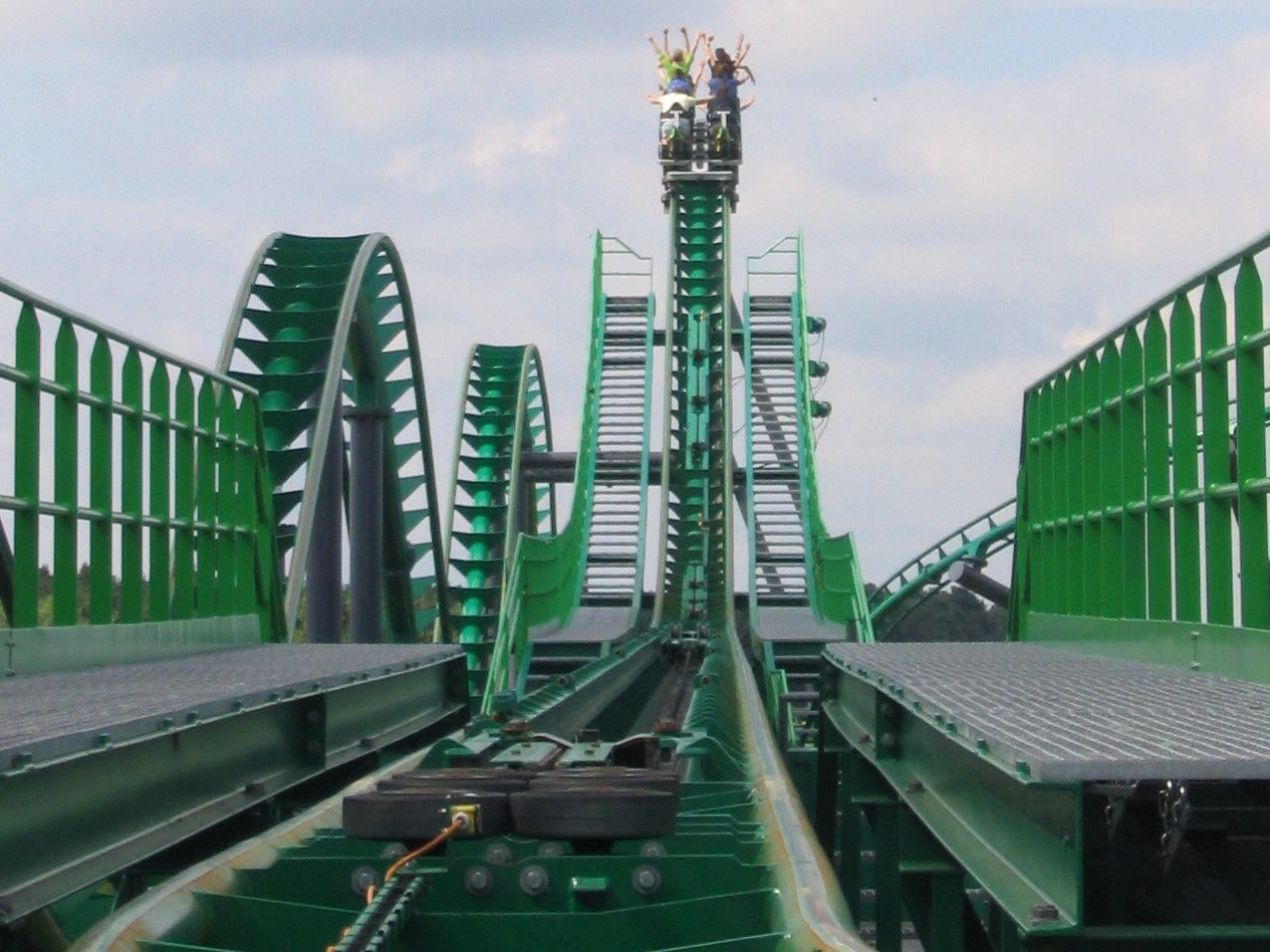
Lancement hydraulique sur Booster Bike à Toverland.

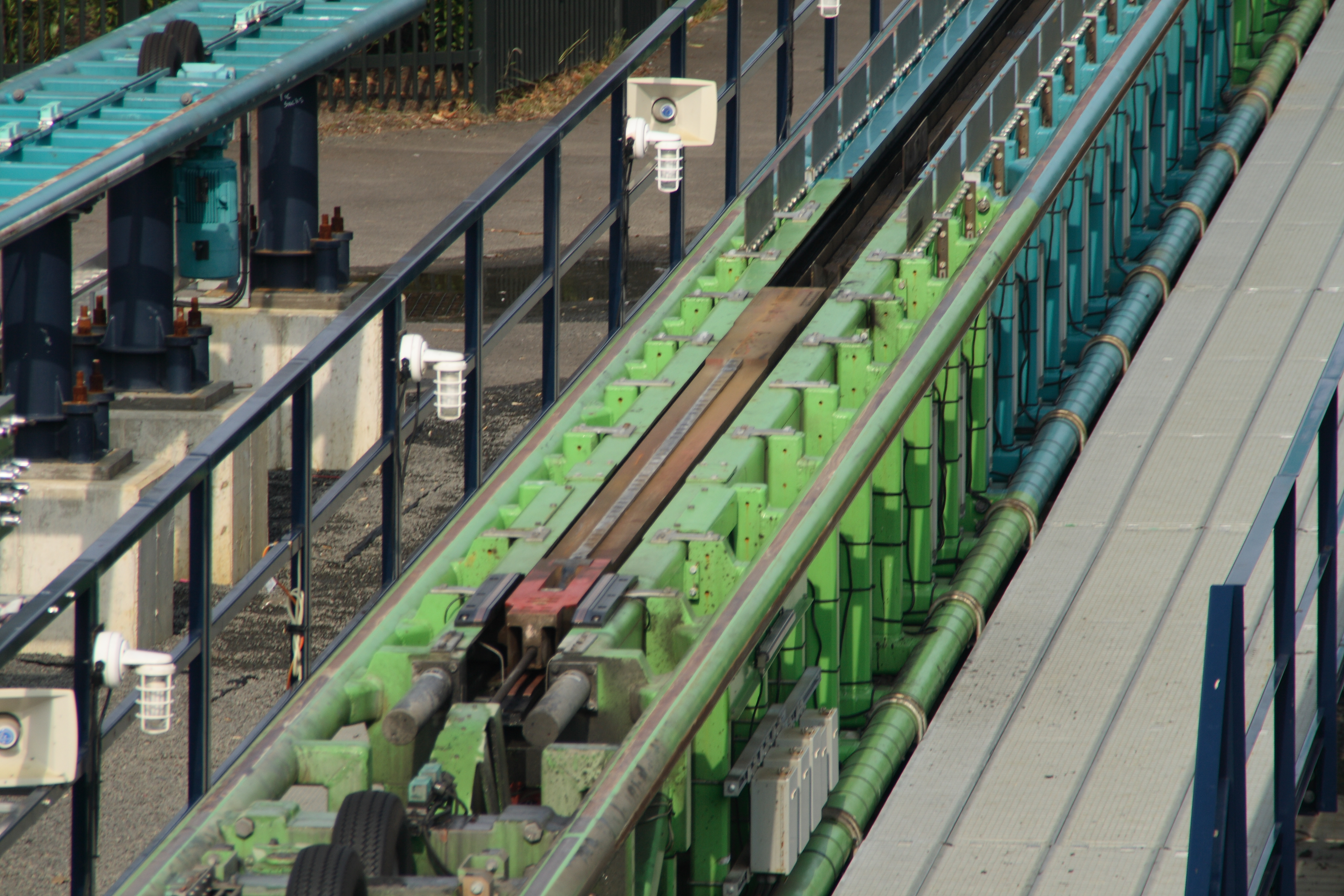
Lancement hydraulique sur Kingda Ka.

Ce type de technologie donne une forte accélération. Intamin est un pionnier dans l’utilisation de ce type de lancement.
Ce lancement est dû à la pression exercée par un vérin sur un fluide tel que de l'huile. Dans un premier temps, une pompe hydraulique augmente la pression dans un accumulateur hydraulique. Ce process peut prendre quelques minutes. Une fois que la pression est assez élevée, une vanne s'ouvre qui permet au fluide de faire tourner une  turbine qui tire un winch connecté au train.
Ce lancement permet une accélération très rapide et permet d'atteindre 240km/h en moins de 5 secondes comme sur Formula Rossa (montagnes russes les plus rapides du monde), Kingda Ka (206 km/h) ou Top Thrill Dragster (192 km/h).

### Pneumatique

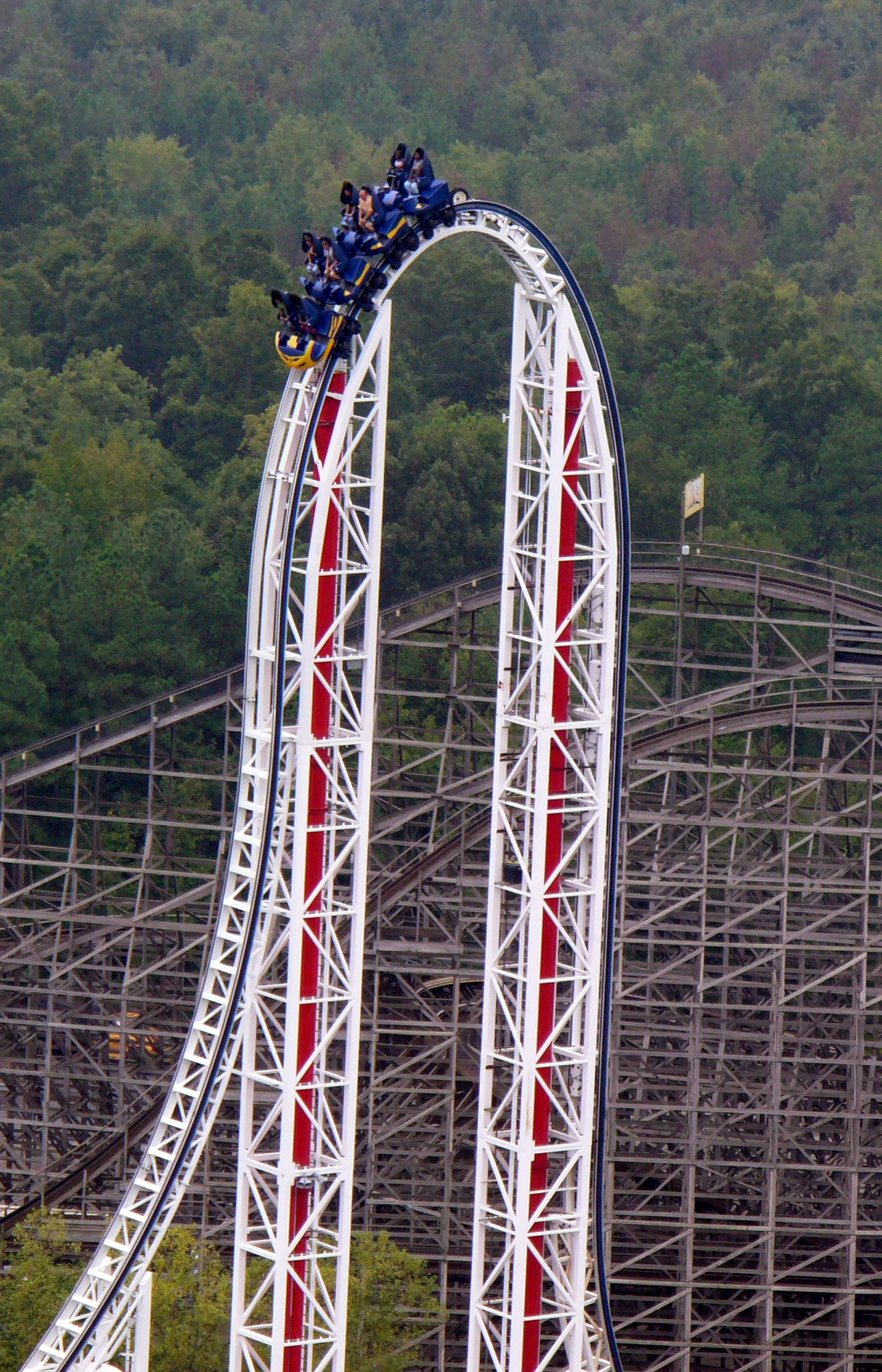
HyperSonic XLC à Kings Dominion possédait une propulsion à air comprimé.

Conçu par S&S Worldwide, ce système a été utilisé pour la première fois sur HyperSonic XLC, à Kings Dominion. Son train peut atteindre 128 km/h en 1,8 s. On peut aussi le retrouver sur Do-Dodonpa (montagnes russes avec la plus puissante catapulte du monde (de 0 a 180 km/h en 1,56 s).

## Autres technologies

### Volant d'inertie

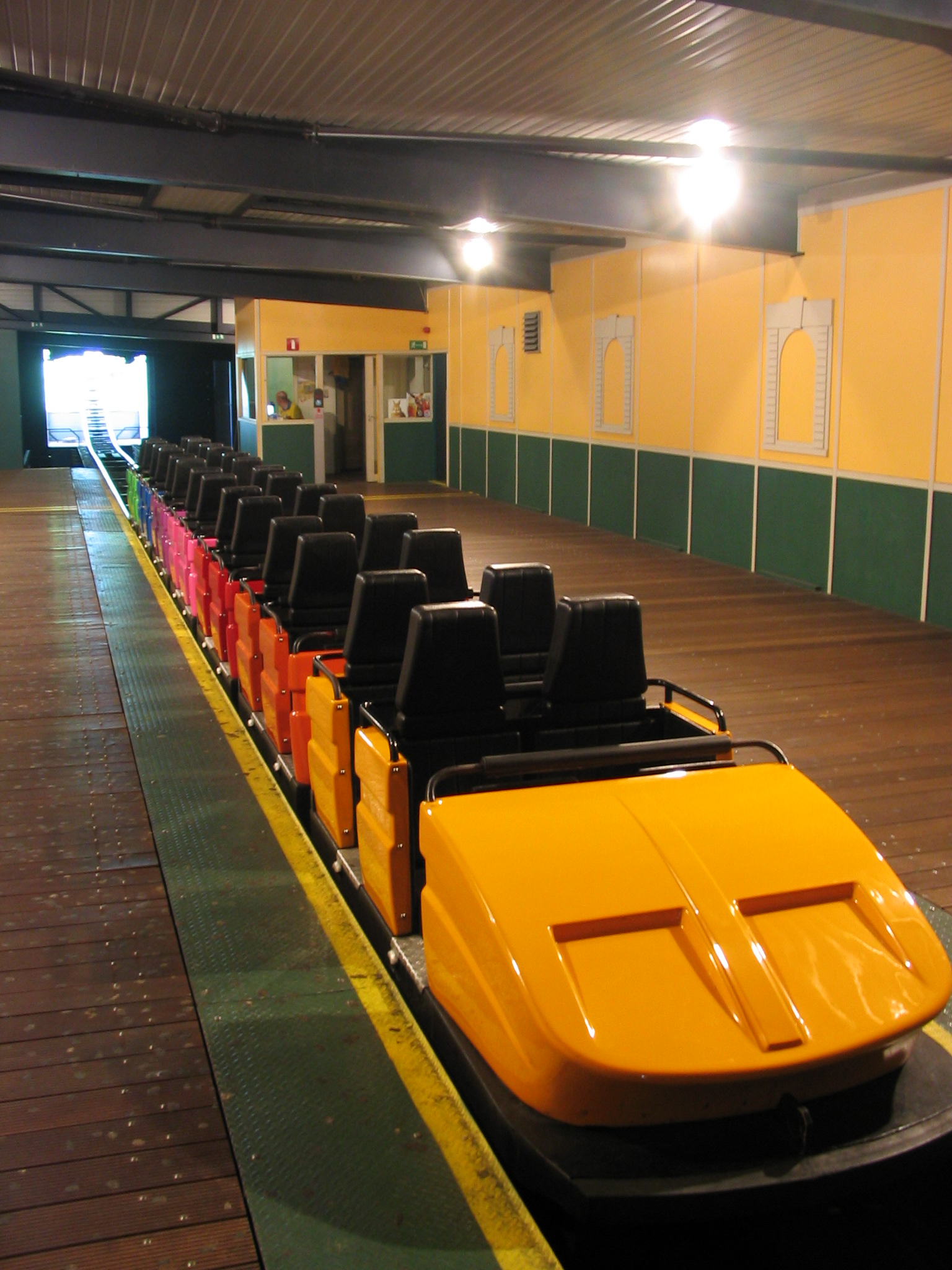
Turbine à Walibi Belgium.

Système utilisé par Anton Schwarzkopf sur les montagnes russes navette ou Zamperla pour ses Montagnes russes de motos. Le terme anglophone est "Flyweel".
Le système fonctionne de la manière suivante :

Vue détaillée du système

Un moteur électrique entraîne une roue qui joue le rôle de volant d'inertie. Ce volant d'inertie peut tourner librement et est déconnecté du reste de l'attraction grâce à un système d'embrayage.
Une fois la roue lancée au maximum de sa vitesse, l'attraction est prête à démarrer. L’opérateur actionne alors le système d'embrayage depuis son poste. Ceci a pour effet de relier progressivement le volant d'inertie au reste du système, c'est-à-dire à deux autres roues, autour duquel se trouve un câble (voir convoyeur).
Le câble se met alors à tourner, et grâce à un butoir, il pousse progressivement les wagonnets vers le 1er looping.
Entre l'embrayage et le système qui propulse l'attraction se trouve une démultiplicateur de vitesse, qui a pour rôle de donner plus de force au système, et d’éviter un démarrage trop brutal.
Le volant d'inertie (ainsi qu'une partie du reste du mécanisme) est parfois partiellement visible dans la file d'attente de l'attraction (c’était le cas à Walibi Belgium, avant transformation). Une des raisons de la décision de la fermeture de cette attraction par Walibi Belgium (outre les nuisances sonores), vient du fait que l'attraction nécessite beaucoup de maintenance car certaines pièces s'usent assez rapidement. Les pièces de remplacement sont assez difficiles à trouver, et souvent chères.

Vue complète de l'attraction

### Moteur électrique

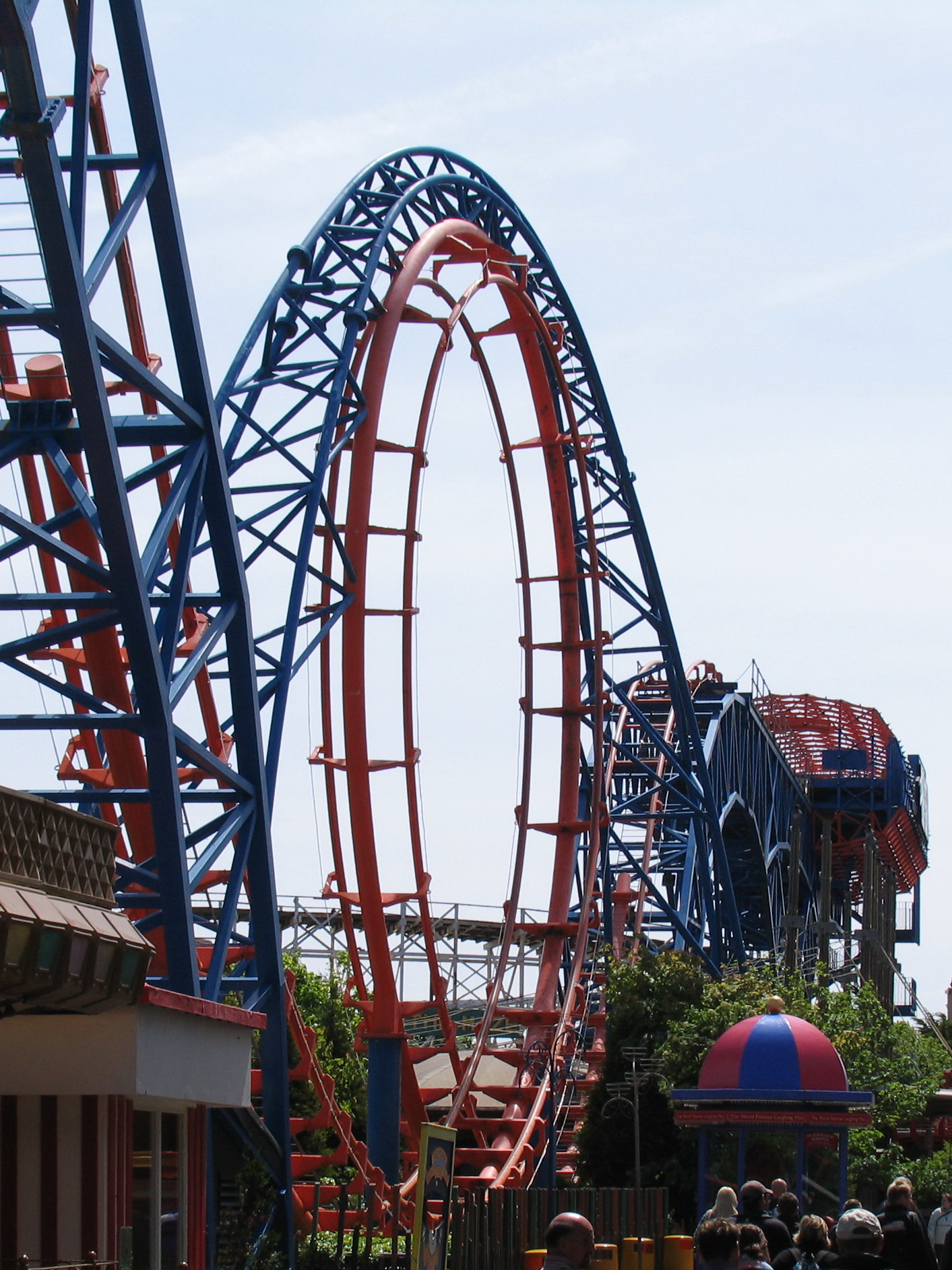
Revolution à Pleasure Beach, Blackpool.

Les Loop coasters de la compagnie Arrow Dynamics qui devinrent populaires dans les années 1970/1980 utilisaient la force de moteurs électriques pour envoyer ces trains.

### Roues de friction

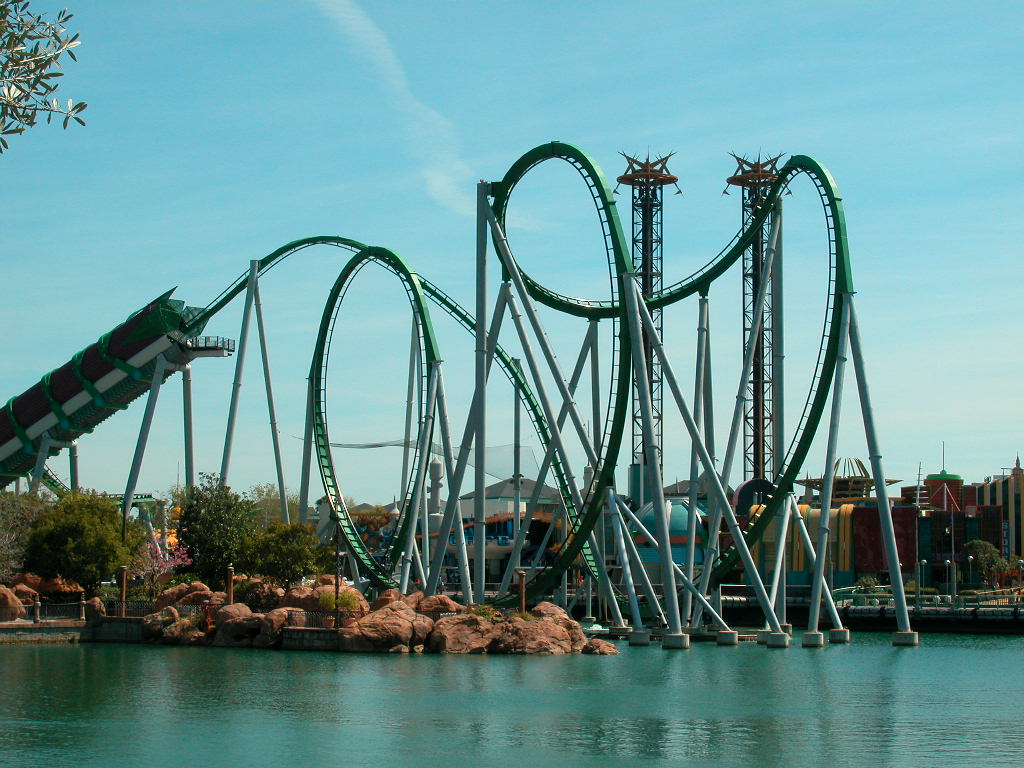
Incredible Hulk Coaster à Universal's Islands of Adventure

Un autre type de lancement se fait grâce aux roues de friction.
Ce type d'installation est, par exemple, utilisé sur Pégase Express au parc Astérix et Incredible Hulk Coaster à Universal's Islands of Adventure.

### Lanceur magnétique
Un type récemment réalisé par I.E.Park est le LEM (Linear Eddy current Motor): une série de volants d'inertie, accouplés à des disques en aluminium, poussent les aimants placés sous les voitures, sans qu'il y ait contact entre les parties en mouvement relatif. Deux réalisations basées sur ce système se trouvent au Sochi Park (Russie) et au FunWorks (Abu Dhabi) (Drifter réalisé par I.E.Park).

## Exemples des montagnes russes lancées
- Atlantis Adventure (22 m), Lotte World
- Anubis The Ride (34 m), Plopsaland De Panne
- Blue Fire Megacoaster (38 m), Europa-Park
- Desert Race (19 m), Heide Park
- Do-Dodonpa (52 m), Fuji-Q Highland
- Extreme Rusher (52 m), Happy Valley (Pékin)
- Formula Rossa (52 m), Ferrari World Abu Dhabi
- Furius Baco (14 m), PortAventura Park
- Fury (43 m), Bobbejaanland
- Panthéon (54m), Busch Gardens Williamsburg
- iSpeed (55 m), Mirabilandia
- Kanonen (24 m), Liseberg
- Kingda Ka (139 m), Six Flags Great Adventure
- Montezooma's Revenge (45 m), Knott's Berry Farm
- Mr Freeze (67 m), Six Flags Over Texas
- Mr Freeze (67 m), Six Flags St. Louis
- Pony Express (19 m), Knott's Berry Farm
- Red Force (112 m), Ferrari Land, PortAventura World
- Rita (21 m), Alton Towers
- Rock 'n' Roller Coaster (24 m), Disney's Hollywood Studios et le parc Walt Disney Studios
- Screaming Condor (56 m), Leofoo Village Theme Park
- Space Mountain (32 m), Parc Disneyland (Paris)
- Stealth (62 m), Thorpe Park
- Storm Runner (45 m), Hersheypark
- Superman: Escape from Krypton (127 m), Six Flags Magic Mountain
- Superman Escape (40 m), Warner Bros. Movie World Australia
- Top Thrill 2 (128 m), Cedar Point
- Vertical Velocity (56 m), Six Flags Great America
- Xcelerator (62 m), Knott's Berry Farm
- Yukon Quad (12 m), Le Pal
- Zaturn (62 m), Space World
- Taron (30 m), Phantasialand
- Toutatis (53 m), Parc Astérix